# Feuilleea umbrosa
Feuilleea umbrosa là một loài thực vật có hoa trong họ Cucurbitaceae. Loài này được (Wall.) Kuntze mô tả khoa học đầu tiên năm 1891.